# Henry Scudamore, 3:e hertig av Beaufort

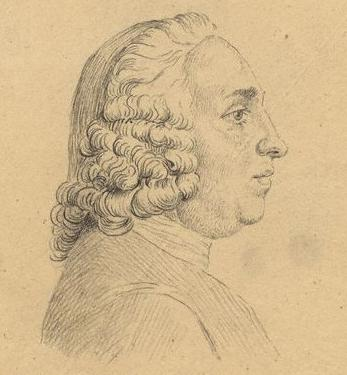
Henry Scudamore, 3:e hertig av Beaufort.

Henry Scudamore, 3:e hertig av Beaufort, född den 23 mars 1707, död den 26 februari 1745 i Bath, äldste son till Henry Somerset, 2:e hertig av Beaufort.
Han fick en gedigen utbildning vid Westminster School och University College i Oxford. År 1729 gifte han sig med den rika arvtagerskan Frances Scudamore (1711-1750), dotter till James Scudamore, 2:e viscount Scudamore och tog hennes efternamn efter nådigt tillstånd. Flera år senare, 1743, skilde han sig från henne i en uppmärksammad skilsmässa, efter uppdagad otrohet från hennes sida med William Talbot.
Makarna var barnlösa, men en illegitim dotter till Henry Scudamore, Margaret Burr, gifte sig med den berömde konstnären Thomas Gainsborough. Eftersom hertigen inte hade några legitima arvingar, ärvdes hertigtiteln av hans yngre bror, Charles Noel Somerset, 4:e hertig av Beaufort.